# Oceanidum Fossa
Oceanidum Fossa és una estructura geològica del tipus fossa a la superfície de Mart, situada amb el sistema de coordenades planetocèntriques a -60.41 ° de latitud N i 332.35 ° de longitud E. Fa 167.16 km de diàmetre. El nom va ser fet oficial per la UAI l'any 1976 i pren el nom d'una característica d'albedo.